# Daredevil (игра)
Daredevil — видеоигра, выпущенная в 2003 году для Game Boy Advance. Игра основана на фильме «Сорвиголова» 2003 года, выход которого состоялся 10 дней спустя после её релиза.

## Геймплей
Daredevil представляет собой 2D-игру в жанре beat 'em up. Игроку предстоит 23 уровня и победить 6 боссов. Во время прохождения уровней Сорвиголова сражается со множеством обычных преступников.

## Сюжет
Сюжет игры не следует фильму, однако в ней используются образы киноверсий некоторых персонажей. Кингпин объявляет награду за голову Сорвиголовы, о чём узнают все преступники города Нью-Йорк, в результате чего супергерой становится их целью. Сорвиголова решает подобраться к Кингпину и заставить его ответить за всё.

## Персонажи
Сорвиголова выступает в качестве главного героя игра. Основан на одноимённом персонаже Marvel Comics.
Стик появляется как второстепенный персонаж. В начале игры он сообщает Сорвиголове, что Кингпин назначил награду за голову супергероя. После того, как Сорвиголова побеждает Кириги, он упоминает, что у Кингпина есть таинственная связь с Королём канализации. Когда Сорвиголова побеждает Эхо, он предупреждает Сорвиголову, что Меченый ждет его на стройке. В игре упоминается, что когда-то Стик был учителем Сорвиголовы, однако, по версии картины 2003 года, Мэтт Мёрдок обучался самостоятельно. Стик появился в спин-оффе «Электра» 2005 года, где являлся наставником Электры Начиос.
Фогги Нельсон — друг и коллега Мэтта Мёрдока. Фогги снабжает Мэтта важной информацией по мере развития сюжета игры.
Электра — первый босс игры. Кингпин промывает ей мозги, отправляя на сражение с Сорвиголовой. В отличие от фильма, она не винит Дьявола Адской кухни в смерти своего отца.
Кириги — второй босс игры. В игре он ошибочно полагает, что Сорвиголова работал на Кингпина, а тот, в свою очередь, послал Сорвиголову убить его, поскольку Рука воевала с бандой Фиска. Кириги, по всей видимости, погиб, потерпев поражение в сражении с Сорвиголовой.
Король канализации — третий босс игры. Верит, что если Кингпин захватит Нью-Йорк, то его царству придёт конец. Пройдя через канализацию Сорвиголова сражается с ним и одерживает победу.
Эхо — четвёртый босс игры. Несмотря на то, что ей известно о вражде между Сорвиголовой и Кингпином, она желает смерти супергероя. После погони за Эхо по всей системе транзита метро Нью-Йорка Сорвиголова побеждает её.
Меченый — пятый босс игры. Сорвиголова встречает его на стройке где узнаёт, что тот состоит в союзе с Кингпином. На вершине строительной площадки Сорвиголова побеждает Меченого. В отличие от своего версии персонажа из фильма, в игре Меченый использует пистолет.
Кингпин — шестой и последний босс игры. Он обещает награду тому, кто убьёт Сорвиголову, однако обещание Фиска оказывается ложью. Сорвиголова допрашивает Кингпина в его пентхаусе, в ходе чего выясняется, что Сорвиголова устранил его конкурентов, когда те пытались убить его. Потерпев поражение, Кингпин заявляет, что у Сорвиголовы нет доказательств его виновности, поэтому он избегает тюрьмы.

## Критика
| Сводный рейтинг       | Сводный рейтинг       |
| Агрегатор             | Оценка                |
| --------------------- | --------------------- |
| GameRankings          | 48,42 %               |
| Metacritic            | 50 / 100 (18 отзывов) |
| Иноязычные издания    |                       |
| Издание               | Оценка                |
| GameSpot              | 5,8 из 10             |
| GameZone              | 5 из 10               |
| IGN                   | 5 из 10               |
| Nintendo World Report | 4 из 10               |
| Honest Gamers         | 4,9 из 10             |

Игра получила смешанные, преимущественно негативные отзывы, в частности за неудобное и однообразное управление. Крэйг Харрис из IGN поставил ей оценку 5 / 10 с итогом: «Daredevil могла бы лучше раскрыться с точки зрения дизайна… а также иметь более разнообразный геймплей. Графика и звук довольно приличные, но остальная часть игрового дизайна требует большой доработки. Несмотря на то, что в целом это не ужасная игра, трудно закрывать глаза на все её проблемы». Фрэнк Прово из GameSpot дал ей 5,8 баллов из 10, отметив: «Сорвиголова — захватывающий, будоражащий персонаж, и эта энергия никак не проявляется в игре». Джоната Мэттс из Nintendo World Report, поставивший 4 балла из 10, назвал игру «пустой тратой времени и денег». Ревью GameZone гласит: «К сожалению, Daredevil — один из сырых экшн-платформеров, который не воздаёт должного „Человеку без страха“. На самом деле это очень плохо, учитывая тот факт, что в игре есть достойные визуальные эффекты, отличный звук и множество интересных персонажей. Любителям комиксов и видеоигр эта игра вряд ли понравится».